# Norrköpings Tidningar
Norrköpings Tidningar (NT) är en moderat dagstidning med huvudsaklig spridning i norra och östra Östergötland, A-region 10. Tidningen grundades 1758 med namnet Norrköpings Weko-Tidningar, utkom med sitt första nummer den 14 oktober samma år och är Sveriges äldsta ännu utkommande dagstidning. Tidningen har haft sexdagarsutgivning sedan 1872. 1959 köpte tidningen konkurrenten kvällstidningen Östergötlands Dagblad och de båda tidningarna slogs samman med namnet Norrköpings Tidningar-Östergötlands Dagblad. Tidningens huvudägare är NTM.
Upplagan uppgick till 31 800 exemplar år 2019. Utöver pappersupplagan hade Norrköpings Tidningar även 177 79 unika webbläsare / 217 000 per vecka på internet ( vecka 17 år 2017).
I mars 2008 blev det klart att bolaget för 700 miljoner kronor köper samtliga aktier i AB Corren intressenter som äger aktiemajoriteten i företaget AB Östgöta Correspondenten som publicerar Östgöta Correspondenten. I maj 2008 köpte NT även Herencos aktiepost i Corren som införlivades som ett dotterbolag i bolaget och 1 januari 2009 ombildas företaget till NTM, Norrköpings Tidningar Media AB.
NTM ger även ut en rad andra morgontidningar: Upsala Nya Tidning, Enköpings-Posten, Folkbladet, Västerviks-Tidningen, Motala Vadstena Tidning, Vimmerby Tidning, Gotlands Allehanda, Gotlands Tidningar, Norrbottens-Kuriren samt Norrländska Socialdemokraten.

## Historia

### Tidningen grundas

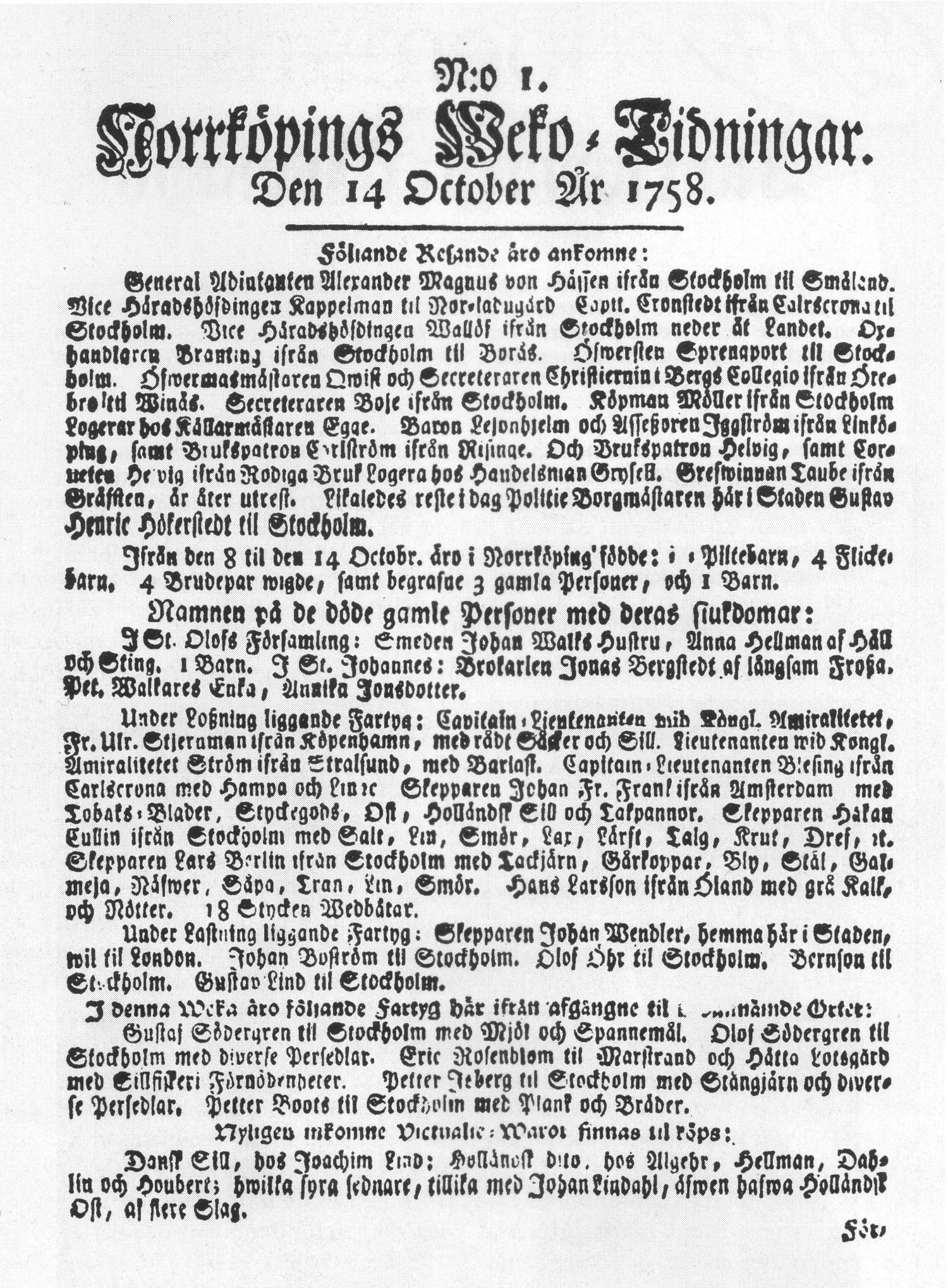
Första numret av tidningen den 14 oktober 1758.

Reinerus Reineri Broocman var kyrkoherde i Norrköping och ville publicera en svensk översättning av Christian Scrivers Själe-skatt. Uppgiften att trycka manuset lämnades till ett tryckeri i Stockholm men Broocman ansåg att arbetet gick för långsamt. Han beslöt att skaffa sig ett eget tryckeri och den 13 augusti 1723 fick han privilegium på detta. Tryckeriet fanns i en byggnad inne på gården vid Drottninggatan 13. Det som främst kom att publiceras var religiös litteratur men också en handbok i lant- och skogshushållning. 1733 övertogs privilegiet av sonen Carl Fredric Broocman. Den ledande kraften vad gäller tryckeriet var dock dennes svärson Johan Edman. Edman fick i juni 1758 tillstånd av stadsmagistraten att publicera en veckotidning. Landshövding Gustaf Adolf Lagerfelt gav sitt stöd för saken och skickade ansökan vidare till kanslikollegiet som i sin tur utfärdade privilegiet den 15 september 1758.
Till privilegiet var kopplat vissa restriktioner. Eftersom det inte fanns lagstadgad tryckfrihet skulle varje nummer av tidningen förhandsgranskas av någon ur stadens prästerskap. Tidningen fick inte heller innehålla något som var till förfång för tidningarna i Stockholm, i praktiken att inte skriva om allmänna nyheter eftersom till exempel Postverkets tidning Posttidningen hade privilegium på detta. Det första numret av Norrköpings Weko-Tidningar kom lördagen den 14 oktober 1758 och i denna fanns en programförklaring. Enligt denna skulle tidningen ha ett innehåll som främjade stadens politik, handel och sjöfart, avhandlingar i icke allmänna ämnen samt annonser. Prenumerationspriset för ett år sattes i början till 6 daler kopparmynt.
Något journalistiskt ändamål hade ju inte Edman med sin tidning och för detta fanns inte heller resurser. Innehållet under de tidigare åren var denna: på första sidan antecknades de resande som kommit till staden och var dessa var på väg. Därefter följde personnotiser, födda och döda samt vilka som hade gift sig. Därefter följde vilka fartyg som hade anlänt under veckan, deras last och fartyg som hade avgått. Annonsavdelningen hade annonser för köpes, säljes, uthyres, borttappade saker och arbetssökande som sökte plats. Under rubriken "Kungörelser" fanns annonser om auktioner. Det fanns också plats för lokala nyheter, en längre avhandling som sträckte sig över flera nummer samt insändare. Tidningen gav också plats för många dikter och verser.

### Små ambitioner
Edman utnämndes 1766 till boktryckare vid akademin i Uppsala och både tryckeriet och tidningen övertogs av Johan Benjamin Blume. Tryckeriet kom att flyttas till Tunnbindargatan 18 och tidningen kom att publiceras under namnet Norrkjöpings Wecko-Tidningar. 1766 fick Sverige sin första tryckfrihetsförordning vilket gjorde att polemiska artiklar och insändare, vanligtvis skrivna under pseudonym, fick plats i tidningen, inte minst då riksdagen träffades i Norrköping 1769. I slutet av 1769 publicerades en insändare under signaturen Lika godt Hwilken som riktade kritik mot ständerna. Skribenten var en bokhållare vid sockerbruket Gripen och rådhusrätten dömde denne till dödsstraff. Hovrätten ändrade domen till fängelse i 14 dagar på vatten och bröd.
Under Blumes ledning har tidningen beskrivits som slätstruken och enformig och Blume har inte lyckats hålla Edmans standard. Antalet prenumeranter verkar ha sjunkit år efter år och nått ett bottenrekord under 1770-talet med 60-70 prenumeranter. Förutom de vanliga personnotiserna, annonserna och kungörelserna innehöll tidningen moraliska betraktelser men även debatt på insändarsidan. Nyheten om kung Adolf Fredriks bortgång verkar tidningen ha missat. En vecka efter Gustav III:s statskupp publicerade tidningen en hyllningsdikt till kungen och kungens tal till ständerna skickades separat till prenumeranterna. Tidningen fylldes under denna tid av sedliga och moraliska betraktelser medan politiska nyheter i modern bemärkelse undveks.
Blumes dotter Brita Magdalena gifte sig 1775 med handelsmannen Adolf Fredric Raam och Raam kom därefter att sköta boktryckeriet. Det kan dock inte finnas tvivel att Raam även medverkade i det redaktionella arbetet. Efter Brita Magdalenas bortgång 1874 gifte Raam om sig med Sara Johanna Jansson, född 1768. Efter Blumes bortgång 1786 tog Raam ensam över ledningen. Denne ändrade tidningens namn 1787 till Norrköpings Tidningar och tidningen började komma ut två gånger i veckan, onsdagar och lördagar. Raam verkar ha haft stora publicistiska ambitioner men några större förändringar verkar inte ha skett förutom på en punkt: regelbundna nyheter från utlandet. Spridda notiser från utlandet hade naturligtvis funnits tidigare. Tidningen fick en utrikesredaktör, M. Orrelius. Dessa nyheter är översättningar från utländska tidningar, i första hand tyska tidningar från Hamburg och Altona. Prenumerationspriset höjdes till 1 riksdaler 8 skilling. När riksdagen sammanträdde i Norrköping 1800 utkom tidningen tre gånger i veckan under några månader.

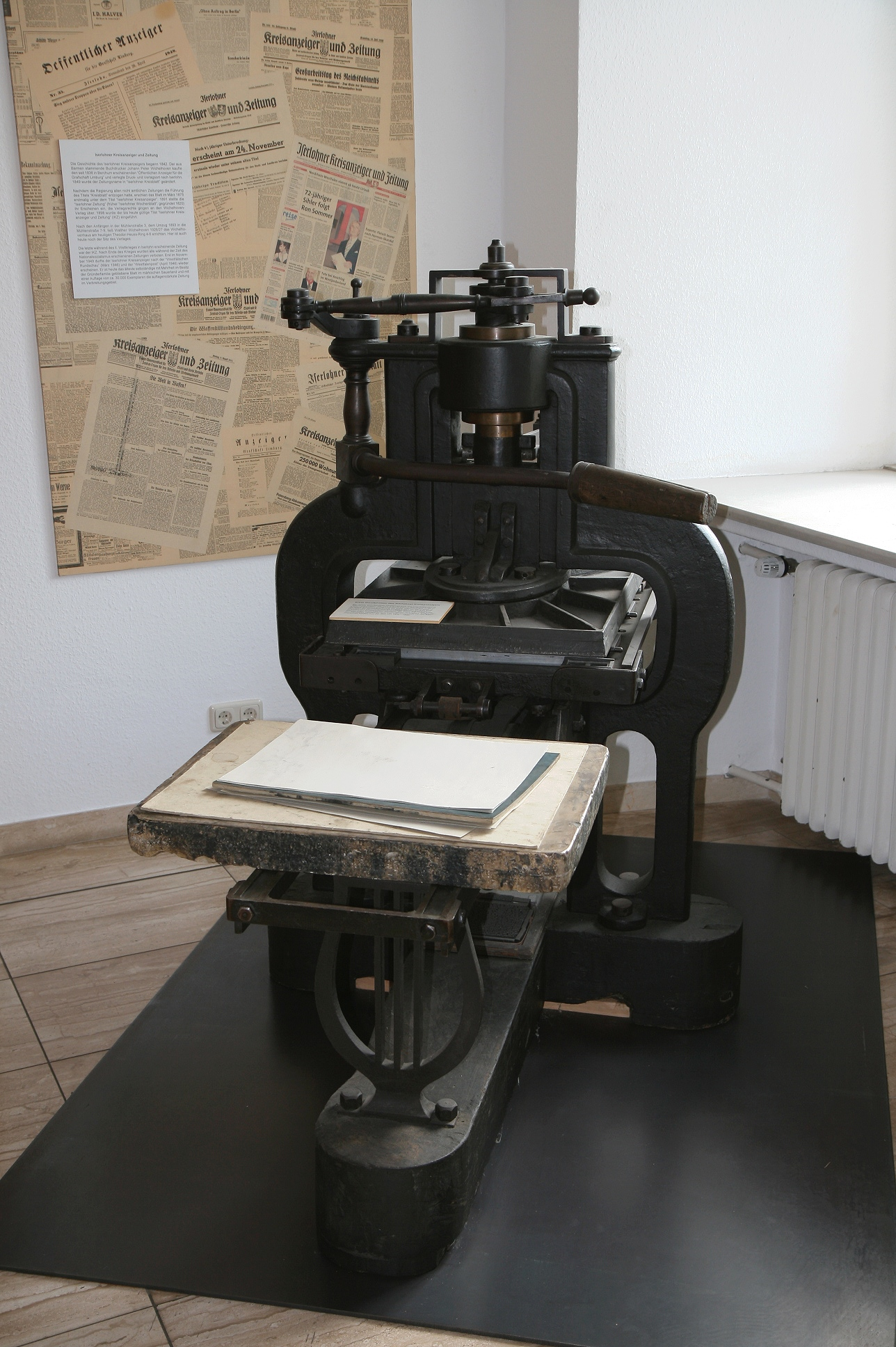
Tryckpress av Stanhope-modell.

Efter Adolf Fredric Raams bortgång 1802 övertogs ledningen av dennes änka Sara Johanna Raam. Tidningen trycktes och hade sina lokaler på Västgötegatan 20. Tidningen trycktes på träpressar. Omkring 1812 skaffade tryckeriet sig handpressar av järn av Stanhope-modell. Utrikesavdelningen kom med tiden att sänka sina ambitioner, delvis därför att införseln av franska tidningar förbjöds. I lag förbjöds också publicering av nyheter om Frankrikes inrikes förhållanden samt uppgifter om Napoleon och dennes släktingar, något som kom att gälla fram till Gustav IV Adolfs fall 1809. Det skandalartade mordet på Axel von Fersen 1810 berördes inte med ett ord i tidningen. 1832 började tidningen publicera ytterligare en tidning på måndagar, Norrköpings-Bladet. I sak fanns ingen nämnvärd skillnad mellan denna och Norrköpings Tidningar. En kort tid fanns en verklig konkurrent, Norrköpings Aftonblad publicerad av boktryckaren Abraham Bohlin, men denna blev endast kortvarig. Efter Sara Johanna Raams bortgång 1839 övergick tidningen och tryckeriet till dottersonen Christian Törnequist, tidigare föreståndare för tryckeriet.

### Tidningen blir opinionsdrivande

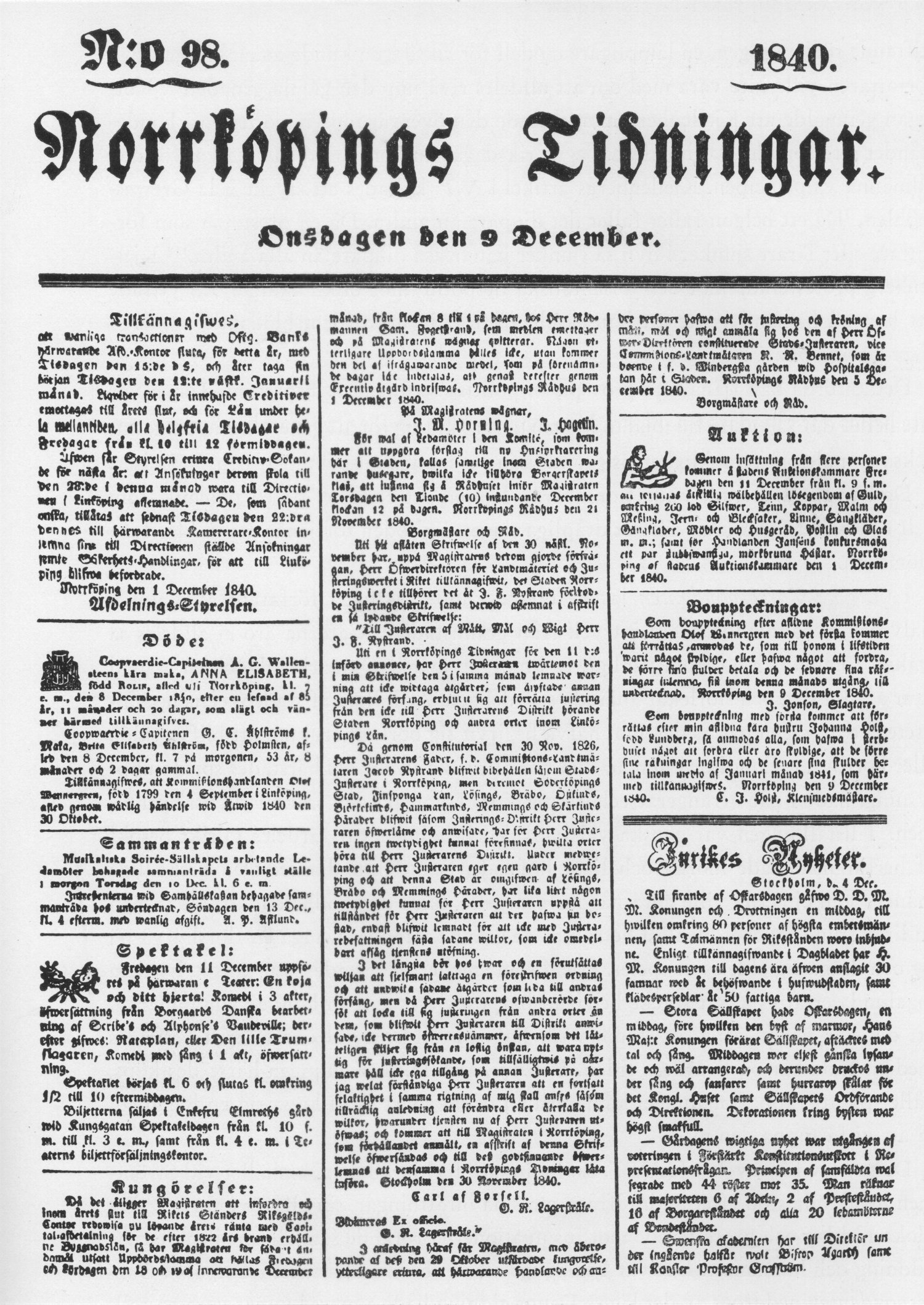
Norrköpings Tidningar 1840. Med det avbildade numret övergick tidningen till ett större format med tre spalter.

Från 1842 blev Theodor Björck tidningens redaktör och från 1840-talet blev det tydligt att Norrköpings Tidningar i allmänhet var för regeringen och kungavänlig och motståndare till den liberalism som företräddes av Aftonbladet. Tidningen klargjorde 1851 sin politiska ståndpunkt. Redaktionen bar "hvarken den röda mössan eller den vita bindeln", det vill säga hörde inte till dem som försvarade den franska revolutionen eller Gustav III:s statskupp. Tidningen förespråkade fosterlandskärlek, lag och ordning och räknade sig till den moderat liberala sidan. Dess politiska linje var dock inte så klar då tidningen i vissa frågor höll på det bestående, i andra förespråkade reformer och det förekom att tidningen bytte uppfattning. I konkreta stridsfrågor ville tidningen reformera ståndsriksdagen men inte avskaffa den och vad gäller tullfrågan var man protektionistisk. Samtidigt förespråkade tidningen större frihet för handeln och välkomnade avskaffandet av skråväsendet. I början av 1850-talet förespråkade tidningen att man skulle skynda långsamt vad gällde utbyggandet av järnvägen. Med tiden blev tidningen dock en ivrig anhängare. Oscar I:s reformer av kriminalvården välkomnades.
1851 skaffade tryckeriet en snällpress av Koenig & Bauer-typ och formatet blev fyrspaltigt. 1856 inköptes ytterligare en snällpress och formatet blev femspaltigt. I oktober 1851 flyttade både tidningen och tryckeriet till Västgötegatan 16. 1858 fick tidningen åter en konkurrent, Norrköpings-Kuriren, som publicerades under fyra års tid. När Norrköping fick en telegrafstation i augusti 1855 fick det också betydelse för nyhetsspridningen; 1867 blev tidningen kund hos Svenska Telegrambyrån. Från och med januari 1872 publicerades tidningen sex dagar i veckan.
1860 övertogs tryckeriet och tidningen av Fredrik Törnequist (1832–1901). Denne påstås ha varit en drifig företagare men framgångarna gjorde honom oförsiktig, han skuldsatte sig och 1875 övertogs tidningen och tryckeriet av ett aktiebolag under ledning av Christian Eberstein, John Lenning och Henning Schultz för ett pris på 200 000 kronor. Aktiebolaget utnämnde Ludvig Eklund till tidningens redaktör och under Eklund blev tidningens konservatism tydlig. Eklund menade att det bästa för samhållet vore utveckling och framåtskridande i jämnt takt utan brytningar och att det var detta som var "sann konservativsm". 1886 köpte tryckeriet en dubbel snällpress. Under 1870- och 1880-talen verkar tidningen ha haft en upplaga mellan 2 500 och 3 500 exemplar. 1892 flyttade tryckeriet och tidningen till en ny byggnad på Västgötegatan 18.
1890 grundades tidningen Östergötlands Dagblad i Linköping och 1895 flyttade ÖD till Norrköping där den till skillnad från Norrköpings Tidningar var en morgontidning. ÖD var också till skillnad från NT frihandelsvänlig. Ett stort debattämne vid denna tid var rösträttsfrågan där Norrköpings Tidningar var motståndare till allmän rösträtt och förklarade sig nöjd med att det dåvarande rösträttsstrecket (800 kronors årsinkomst) skulle göra att allt fler i takt med ökande inkomster fick rösträtt. Vid andrakammarvalet 1896 fick Ludvig Eklund hård kritik för sin konservatism från ÖD och han förlorade sin riksdagsplats. 1897 blev han istället invald i riksdagens första kammare. Tidningens konservativa utgångspunkt gav sig också till känna vad gäller litteraturen. Tidningen kallade Strindbergs Röda rummet för smaklös. Giftasprocessen följdes med stort intresse och efter den friande domen varnade tidningen för vad den radikala litteraturen skulle betyda för kristendomen.

### En modern dagstidning
Efter Ludvig Eklunds bortgång 1898 blev journalisten och statsvetaren Erik Sundin ny redaktör. I bolagets styrelse satt Axel Swartling, John Philipson och VD Daniel Engelke. I den då aktuella försvarsfrågan förespråkade tidningen ett värnpliktsförsvar. 1903 fick tryckeriet en dubbel rotationspress som klarade sju spalter. 1905 fick tidningen ytterligare en konkurrent, socialdemokratiska Östergötlands Folkblad. 1907 kom en redaktionell nyhet när Norrköpings Tidningar började skriva om sport. Vad gäller då aktuella händelser ansåg tidningen i samband med flaggfrågan att den norska inställningen var en skymf mot Sverige. Den norska självständighetsförklaringen 1905 såg tidningen som en rättskränkning men man var motståndare till alla former av militära äventyrligheter för att hålla Norge kvar i unionen. Vad gäller rösträtten kopplade man samman den med den 1901 införda värnplikten och kom att förespråka allmän rösträtt för män vid proportionella val.

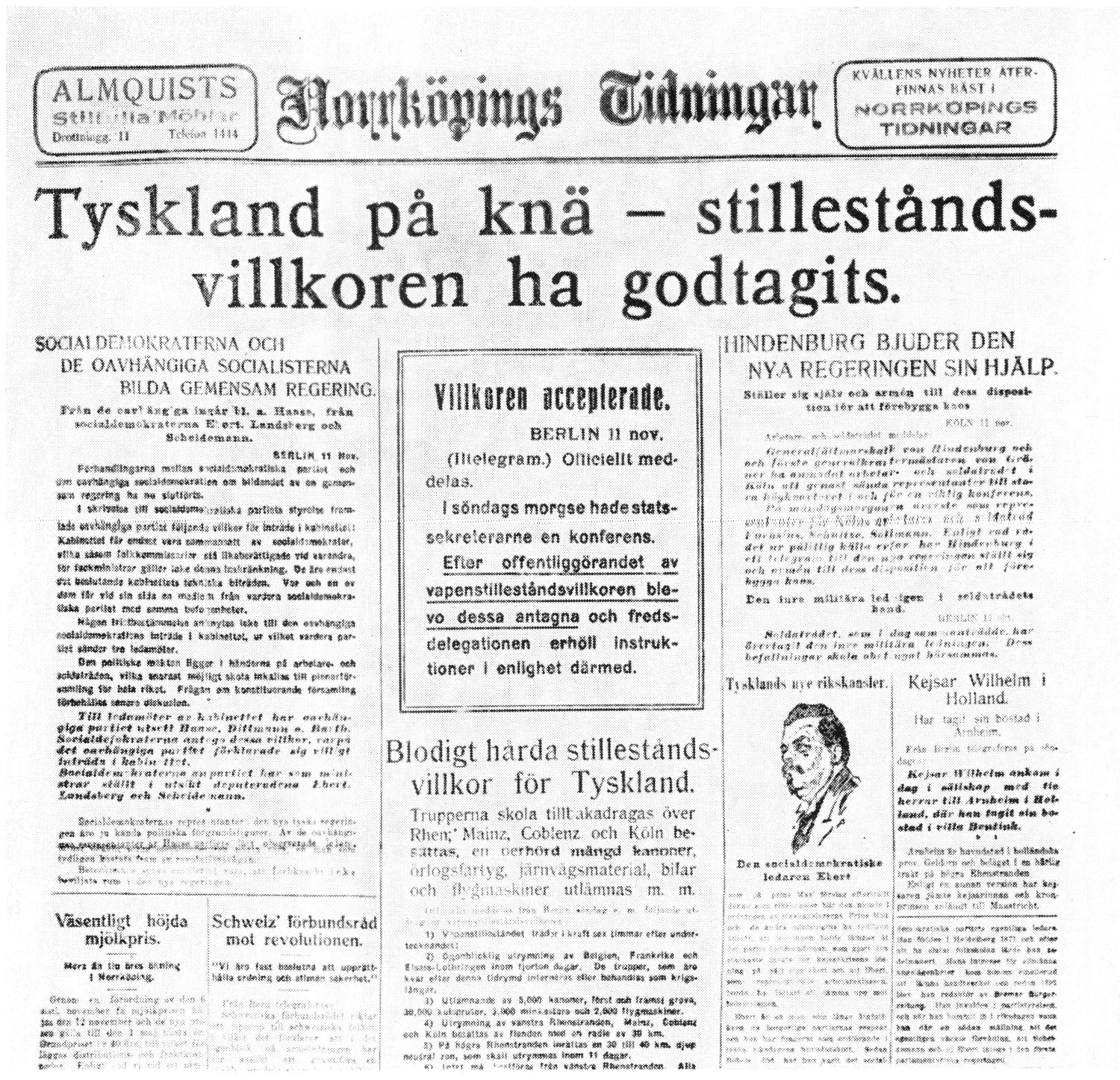
Norrköpings Tidningar 1918

Upplagan växte stadigt till 6 500 exemplar 1907 och 9 500 exemplar 1913. Lördagsupplagan var 12 500 – 13 000 exemplar. Tidningen fortsatte att ge uttryck för konservativa uppfattningar vad gäller försvarsfrågan och stödde kungamakten. När första världskriget utbröt förespråkade tidningen Sveriges neutralitet fastän man kan finna några negativa uttalanden om Storbritannien då man ansåg att Sveriges sjöfart och handelsvägar hotades därifrån. När det finska inbördeskriget utbröt 1918 förespråkade tidningen svensk hjälp till de vita skyddskårerna. Bland tidningens skribenter vid denna tid kan nämnas krönikörerna Arthur Nordén och Edward Ringborg och 1917 anställdes Tage Aurell som reporter och konst- och litteraturrecensent.
I maj 1929 lämnade Erik Sundin arbetet som huvudredaktör och efterträddes av redaktionssekreterare John Börjesson. Börjesson blev 1922 ansvarig utgivare och 1929 chefredaktör. 1930 flyttade tidningen och tryckeriet till Hospitalsgatan 8. 1932 fick tryckeriet en ny press som kunde trycka 26 000 32-sidiga tidningar i timmen och under 1930-talet började man trycka lördagstidningen i färg. Redan 1939 inköptes en ny tryckpress från Koenig & Bauer som kunde trycka 36 000 exemplar i timmen. Tidningens inställning till Adolf Hitler var först avvaktande men snart tog man avstånd från judeförföljelserna och den nazistiska rasläran. När folkdomstolar infördes ansåg tidningen att Tyskland tagit ytterligare ett steg bort från den kulturkrets landet tidigare tillhört. Under andra världskriget stödde tidningen den svenska regeringens neutralitetspolitik. Under åren 1934-1955 var konsthistorikern Viggo Loos andre redaktör för Norrköpings Tidningar. 1950-1955 var Loos även tidningens ansvarige utgivare. 
1946 avled den tidigare huvudredaktören Erik Sundin och 1947 överförde dennes änka Asta Sundin sina aktier i Norrköpings Tidningars Förlagsaktiebolag till Erik och Asta Sundins stiftelse. Stiftelsens ändamål var att med hjälp av avkastningen ge understöd till behövande ålderstigna och sjuka personer i Norrköping. Genom stiftelseformen kunde inte företaget komma i andra händer. Efter Börjessons avgång som chefredaktör 1951 tillträdde Lennart Dansk, tidigare ombudsman för Högerpartiet. Tidningens styrelse bestod under 1950-talet av talman Martin Skoglund, direktör Harald Molander och advokat Axel Regnell.

### Östergötlands Dagblad

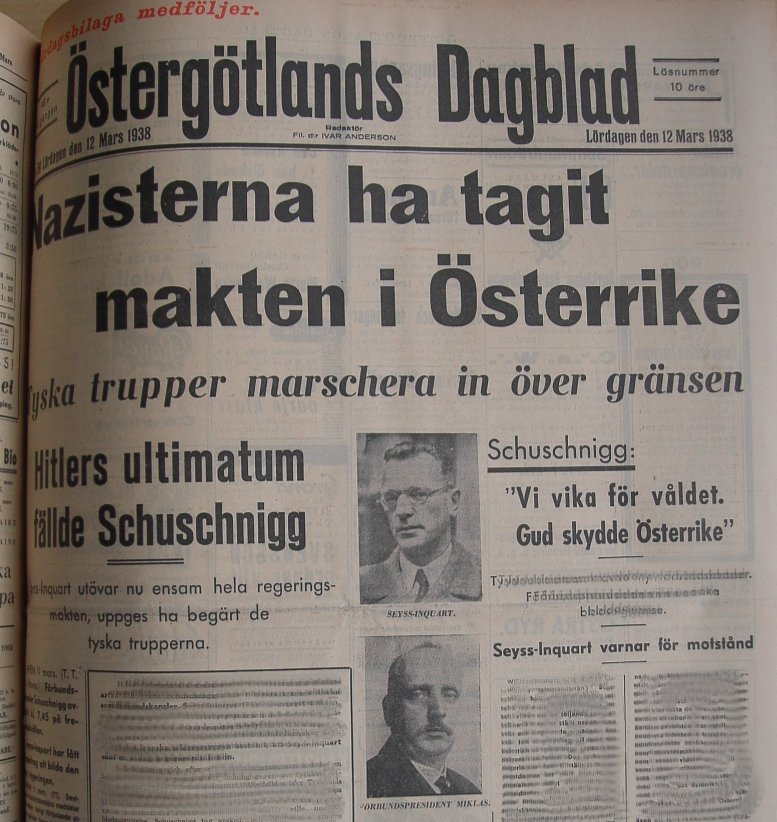
Östergötlands Dagblad lördagen den 12 mars 1938.

I mitten av 1950-talet hade alltså Norrköping två dagstidningar med partibeteckningen höger; utöver dessa fanns socialdemokratiska Folkbladet. NT publicerades på eftermiddagarna medan ÖD var en morgontidning. Läsekretsen var också annorlunda; NT lästes i Norrköping och östra Östergötlands tätorter medan ÖD lästes främst på landsbygden. Aktiemajoriteten i ÖD hade under 1930-talet övergått till Ivar Anderson, sedan 1917 huvudredaktör för Östgöta Correspondenten i Linköping. Anderson ledde ÖD under hela 1930-talet tills han 1940 blev chefredaktör för Svenska Dagbladet. Han sålde 1941 aktiemajoriteten i ÖD till familjen Ridderstad, ägare till Östgöta Correspondenten. Ett motiv för familjen Ridderstad var de vinster som samarbete mellan ÖD och ÖC skulle kunna ge. Detta samarbete visade sig dock inte vara möjligt. Ett samarbete mellan ÖD och NT började diskuteras i början av 1950-talet mellan ÖD:s verkställande direktör Christer Ridderstad och NT:s verkställande direktör Harald Molander. Diskussionerna ledde till att Östergötlands Dagblad i maj 1956 såldes till Norrköpings Tidningar.
1955 hade Norrköpings Tidningar köpt tryckeriet AB Trycksaker som hade sina lokaler på Risängen utanför centrala Norrköping. Inom några år flyttades tidningstryckeriet dit och i de lediga lokalerna på Hospitalsgatan flyttade Östergötlands Dagblad in. Tidningarna fortsatte att drivas som två olika tidningar. ÖD fortsatte dock att gå med förlust och i december 1958 beslöt styrelsen att de två tidningarna skulle slås samman till en enda morgontidning. Den 1 juni 1959 kom det första numret av den sammanslagna tidningen.

### Efter sammanslagningen
Tidningen hade en lokalredaktion i Valdemarsvik som bevakade länets sydöstra del. På andra sidan länsgränsen, i Västervik, var den helt dominerande tidningen Västerviks-Tidningen som hade anor tillbaka till 1834. I början av 1960-talet ville majoritetsägaren sälja sin andel. Norrköpings Tidningar köpte dessa aktier 1961 och Västerviks-Tidningen övergick till att bli morgontidning. 1967 gick tidningens upplaga för första gången över 50 000 exemplar. Tidningen försökte expandera in i södra Södermanland, upprättade en lokalredaktion i Katrineholm och erbjöd en särskild Sörmlands-upplaga. Försöket lyckades dock inte och redaktionen avvecklades. 
1970 flyttade hela redaktionen ut till ett nybyggt tidningshus på Risängen utanför stadskärnan för att på så vis kunna samla redaktion och tryckeri i samma byggnad. Trycktekniskt övergick man till fotosättning med offsettryck. Från och med den 2 januari blev förstasidan en renodlad nyhetssida istället för annonssida. Alla upplagor fick också namnet Norrköpings Tidningar överst medan Östergötlands Dagblad placerades i mindre stil under. När den nya trycktekniken skulle tas i bruk den 1 september 1970 fungerade inte pressen som var avsett och ingen tidning kom ut den dagen.

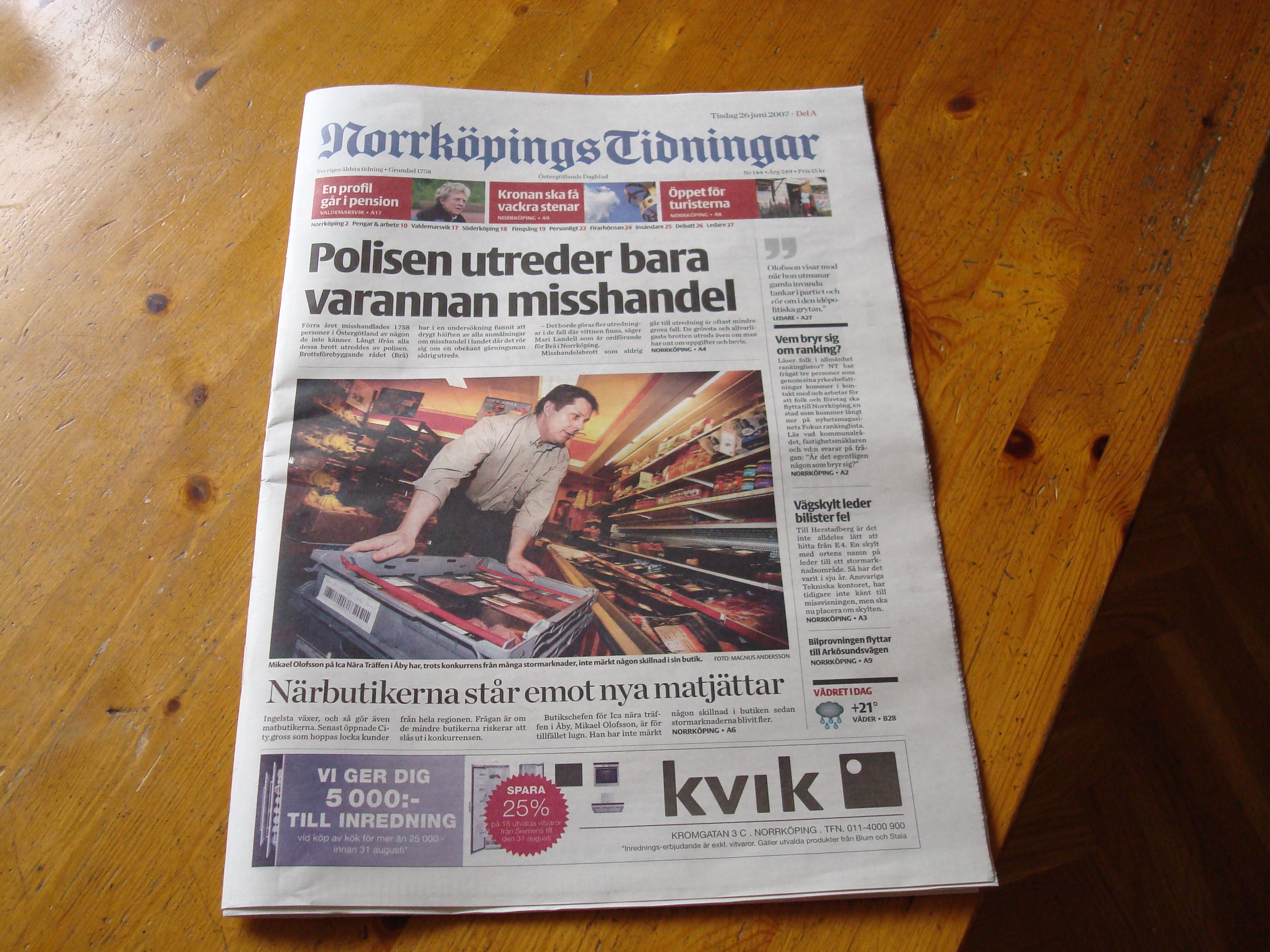
Förstasidan den 26 juni 2007.

I takt med den tekniska utvecklingen har tryckeriet utvecklats. I mars 1996 inleddes ett samarbete med Aftonbladet för att varje natt trycka 100 000 exemplar av Aftonbladet i Norrköping. 1999 blev det möjligt att trycka samtliga sidor i tidningen i fyrfärg. Den 12 september 1995 fick Norrköpings Tidningar en egen webbsida.

## 24nt television
24nt var tidningen Norrköpings Tidningars egen TV-kanal. De sände sedan 1 oktober 2008 i det digitala marknätet i Norrköping. Nyheterna rullar dygnet runt och varvas med reklam och längre programinslag som Trädgårdsrutan och Blåljus. 24nt har fick efterföljare i Linköping (24Corren), Luleå (24Norrbotten) och Uppsala (24.UNT). TV-verksamheterna har numera gjorts om till webb-tv på de ordinarie sajter.